# Atenizus castaneus
Atenizus castaneus là một loài bọ cánh cứng trong họ Cerambycidae.